# Институт геологии и минералогии имени В. С. Соболева СО РАН
Институ́т геоло́гии и минерало́гии СО РАН (Федеральное государственное бюджетное учреждение науки Институт геологии и минералогии имени В. С. Соболева Сибирского отделения Российской Академии Наук, ИГМ СО РАН) — научно-исследовательская организация Сибирского отделения РАН в городе Новосибирск, ведущая фундаментальные и прикладные исследования в области общей геологии, тектоники, геодинамики, магмо- и рудогенеза, металлогении, теоретической и экспериментальной минералогии.

## Описание
Структура Института включает 23 лаборатории и ряд производственно-технических групп. Общая численность работников Института — 660 человек, в том числе около 300 научных сотрудников, из них более 80 докторов наук и более 160 кандидатов наук.
В Институте работают действительные члены РАН Н. П. Похиленко, В. С. Шацкий, В. В. Ревердатто, Н. В. Соболев; члены-корреспонденты РАН Н. Н. Крук, Г. В. Поляков. Директор Института - доктор геолого-минералогических наук, член-корреспондент РАН Крук Николай Николаевич. Основные традиции научной деятельности Института были заложены академиками А. А. Трофимуком и В. С. Соболевым.

## История
Родоначальником ИГМ является Институт геологии и геофизики СО РАН (ИГиГ СО АН СССР), созданный в 1957 году в Новосибирском академгородке по инициативе академика А. А. Трофимука.
В 1990-м году Институт геологии и геофизики вместе с пятью другими учреждениями СО РАН был преобразован в крупный «научный комбинат» геологического профиля, состоящий из 6 самостоятельных НИИ при общих финансовых и хозяйственных службах – Объединённый институт геологии, геофизики и минералогии (ОИГГМ СО РАН) с генеральным директором академиком Н.Л. Добрецовым).
В конце 2005 года ОИГГМ прекратил своё существование, но на базе «научного комбината» были созданы Институт геологии и минералогии имени В. С. Соболева и Институт геологии, геофизики и минералогии им. А. А. Трофимука.

## Научное подразделение Института
Основные подразделения
Отделение Геология
•        Лаборатория  петрологии и рудоносности магматических формаций (Лаб. 211)
•        Лаборатория геодинамики и  магматизма (Лаб. 212)
•        Лаборатория моделирования динамики эндогенных и техногенных систем (Лаб. 213)
•        Лаборатория рудообразующих систем (Лаб. 214)
•        Лаборатория рудоносности щелочного магматизма (Лаб. 215)
•        Лаборатория геохимии радиоактивных элементов и экогеохимии (Лаб. 216)
•        Лаборатория прогнозно-металлогенических исследований (Лаб. 217)
•        Лаборатория геохимии благородных и редких элементов (Лаб. 218)
•        Лаборатория структурной петрологии (Лаб. 219)
•        Лаборатория литогеодинамики осадочных бассейнов (Лаб. 220)
•        Лаборатория геологии кайнозоя, палеоклиматологии и минералогических индикаторов климата (Лаб. 224)
•        Лаборатория геоинформационных технологий и дистанционного зондирования (Лаб. 284)
Отделение Минералогия
•        Лаборатория термобарогеохимии (Лаб. 436)
•        Лаборатория метаморфизма и метасоматоза (Лаб. 440)
•        Лаборатория физического и химического моделирования геологических процессов (Лаб. 445)
•        Лаборатория роста кристаллов (Лаб. 447)
•        Лаборатория экспериментальной петрологии (Лаб. 449)
•        Лаборатория литосферной мантии и алмазных месторождений (Лаб. 451)
•        Лаборатория теоретических и экспериментальных исследований высокобарического минералообразования (Лаб. 452)
•        Лаборатория экспериментальной минералогии и кристаллогенезиса (Лаб. 453)
•        Лаборатория фазовых превращений и диаграмм состояния вещества Земли при высоких давлениях (Лаб. 454)
Центр коллективного пользования научным оборудованием
•        Лаборатория рентгеноспектральных методов анализа (Лаб. 772)
•        Лаборатория изотопно-аналитической геохимии (Лаб. 775)

Институт геологии и минералогии им. В.С. Соболева Сибирского отделения Российской академии наук (ИГМ СО РАН) является одним из крупнейших в Российской Федерации научно-исследовательских Институтов и осуществляет фундаментальные и прикладные исследования в области глубинной геодинамики, магматизма, метаморфизма, минералообразования (в том числе в глубинных зонах Земли), рудообразования и металлогении, глобальных изменений природной среды и климата, геоэкологии, развития и использования геоинформационных технологий.